# Ephemerella kozhovi
Ephemerella kozhovi is een haft uit de familie Ephemerellidae. De wetenschappelijke naam van de soort is voor het eerst geldig gepubliceerd in 1967 door Bajkova.
De soort komt voor in het Palearctisch gebied.